# Acheilognathus longipinnis
Acheilognathus longipinnis é uma espécie de peixe actinopterígeo da família Cyprinidae.
Apenas pode ser encontrada no Japão.